# لیپا (ناحیه زلین)
لیپا (به چکی: Lípa) یک منطقهٔ مسکونی در جمهوری چک است که در ناحیه زلین واقع شده‌است. لیپا ۸٫۳۴ کیلومتر مربع مساحت و ۷۱۷ نفر جمعیت دارد و ۲۴۹ متر بالاتر از سطح دریا واقع شده‌است.